# Porte Beucheresse
La porte Beucheresse est une porte de ville de Laval, en Mayenne. C'est la seule porte subsistante lavalloise, ainsi que l'un des vestiges les mieux conservés des remparts de Laval. Elle se dresse en bordure de la place Hardy-de-Lévaré, dans le centre-ville, et communique avec la rue des Serruriers.
Le peintre naïf Henri Rousseau est né dans la tour de droite en 1844 et y a vécu pendant son enfance. Son père tenait une ferblanterie au rez-de-chaussée.
Côté rue des Serruriers, une niche dans un mur de la porte abrite une Pietà de la fin du XVe siècle. Il s'agit de l'une des nombreuses statuettes religieuses qui se trouvent dans le vieux centre.

## Nom
La porte Beucheresse était sur le chemin de la forêt de Concise, et les bûcherons, lorsqu'ils apportaient le bois à Laval, empruntaient l'actuelle rue du Lycée, puis passaient sous la porte. Son nom signifie donc « porte des Bûcherons ».

## Histoire
La ville de Laval est apparue au XIe siècle, autour du château. À l'origine, ce château possédait une grande enceinte en terre qui englobait un terrain allant jusqu'à l'actuelle cathédrale. Au XIIIe siècle, le château est reconstruit en pierre et il se replie autour du donjon. La ville n'est donc plus protégée et se dote de ses propres fortifications, construites elles aussi en pierre.
Les remparts construits au XIIIe siècle comportaient plusieurs portes, dont quatre principales : la Porte Renaise au nord, la Porte Belot-Oisel au sud, la Porte peinte à l'ouest, du côté de la Mayenne, et la Porte Beucheresse, qui s'ouvrait au sud-est. L'ensemble de l'enceinte est remanié au XVe siècle, pendant la Guerre de Cent Ans. La porte Beucheresse est alors coiffée de mâchicoulis, intégrés à un chemin de ronde qui permettait de faire le tour des fortifications. Après la guerre, la porte Beucheresse fut protégée par un bastion, qui a disparu lors des travaux d'aménagement de la place Hardy-de-Lévaré au XVIIIe siècle. Ces travaux firent aussi disparaître les douves.
Des ouvertures furent percées dans les tours au XVIIIe siècle ou au début du XIXe siècle. La porte fut classée monument historique en 1931.
Le peintre naïf Henri Rousseau est né dans la tour de droite en 1844 et y a vécu pendant son enfance. Son père tenait une ferblanterie au rez-de-chaussée.

## Architecture
La porte est composée de deux tours circulaires et symétriques. L'ouverture est en voûte d'ogive. Elle était à l'origine munie d'une herse. Cette ouverture est surmontée par des meurtrières, tandis que les tours sont coiffées d'un reste de chemin de ronde sur mâchicoulis. L'ensemble est construit en moellon.
Les ouvertures percées à l'époque moderne se situent sur les tours. Elles sont regroupées en deux travées, l'une sur chaque tour. Celles de gauche présentent des décors néo-Renaissance comprenant des pinacles, des pilastres, un fronton, une coquille et des reliefs géométriques. Ces fenêtres néo-Renaissance sont en pierre de taille de calcaire.

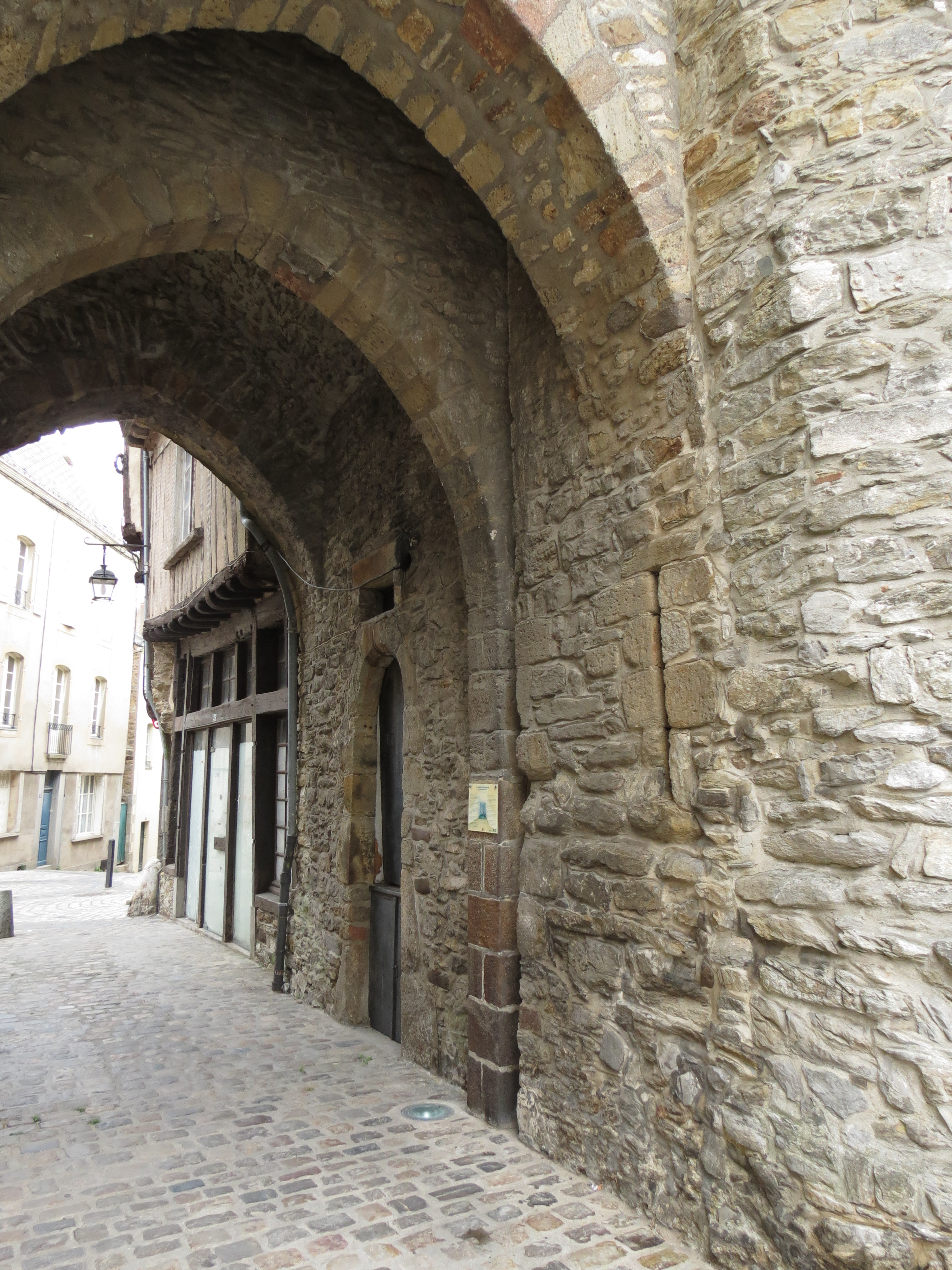
La porte.
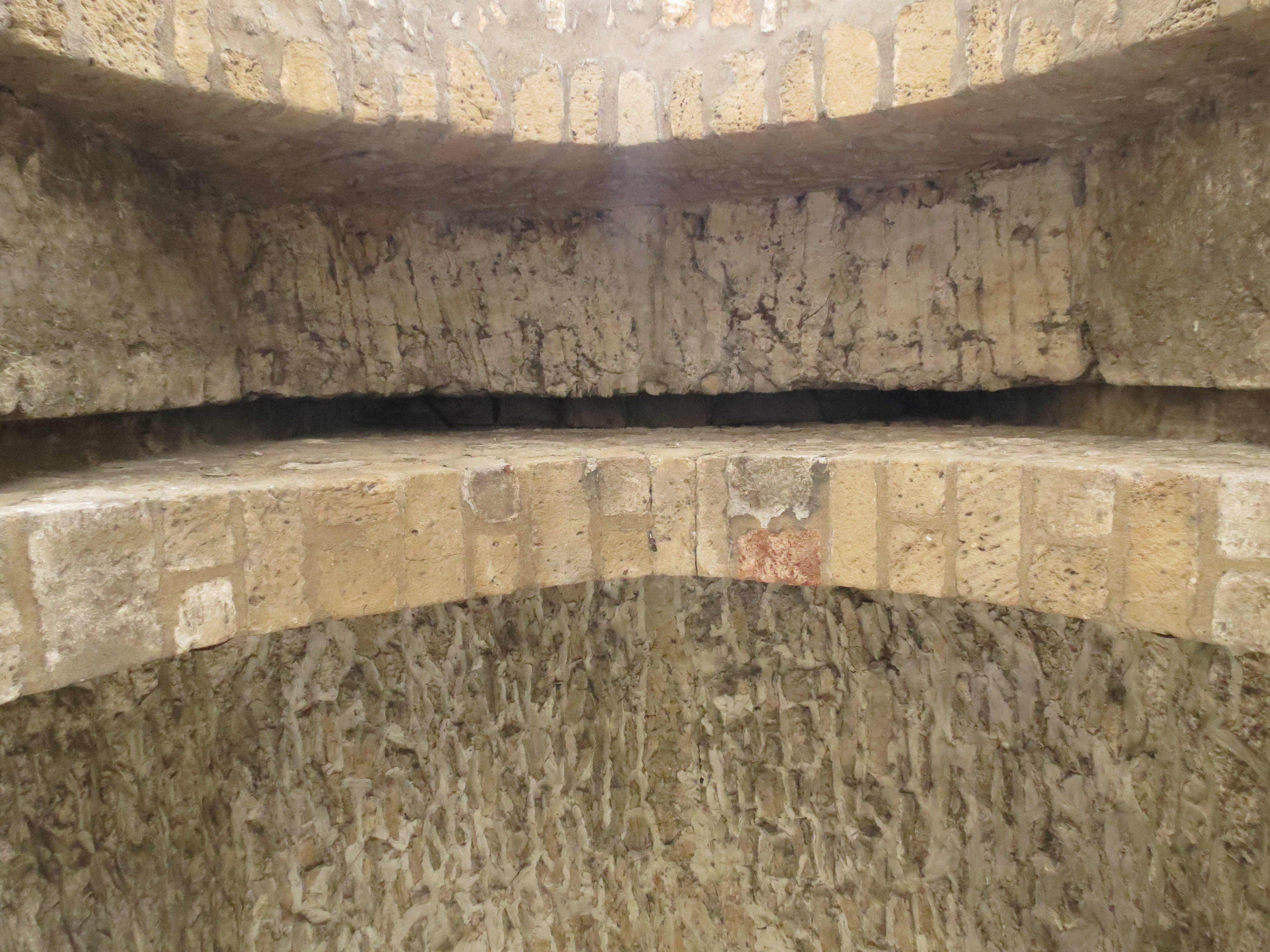
L'emplacement de la herse.
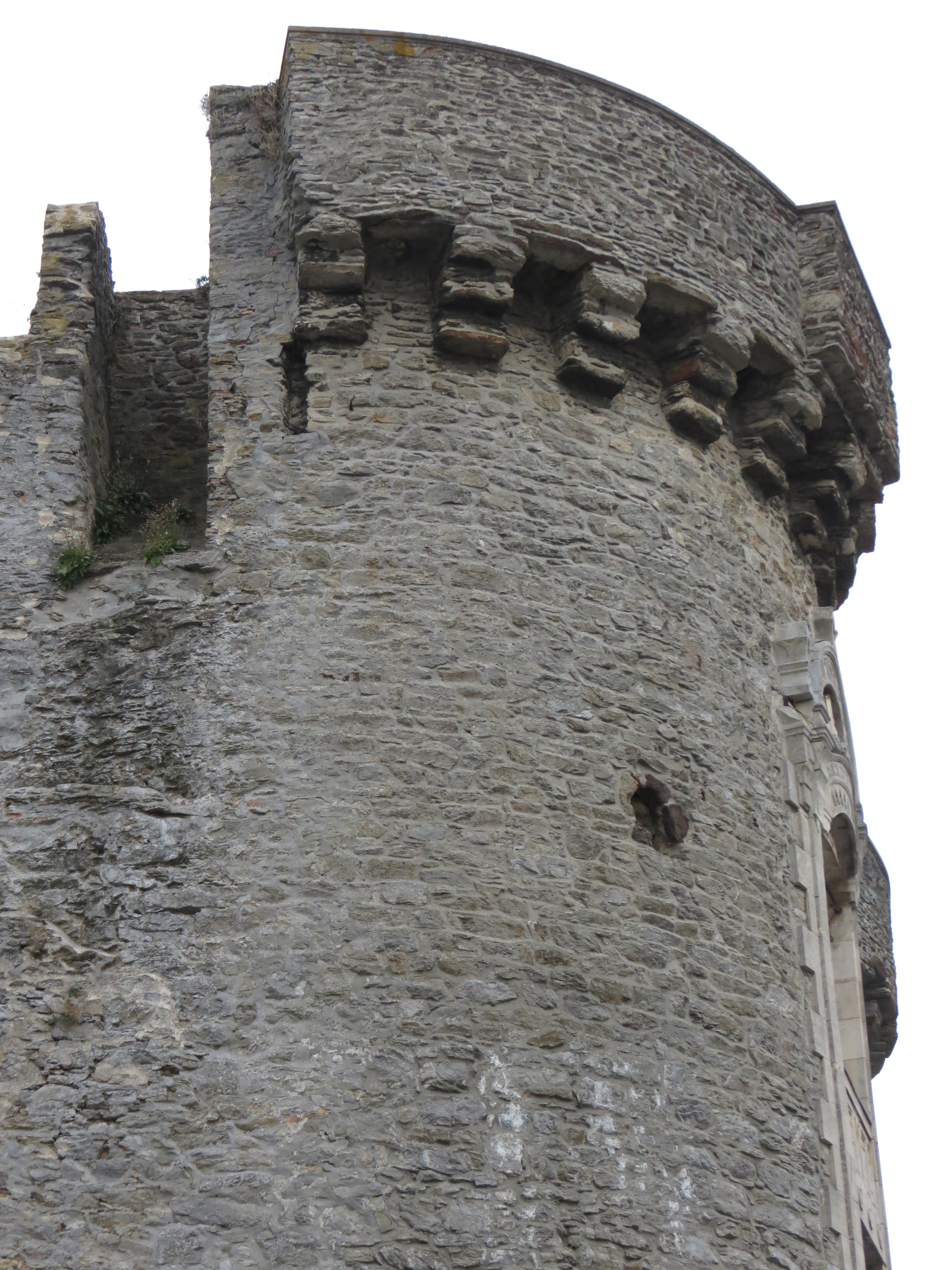
Détail des mâchicoulis.
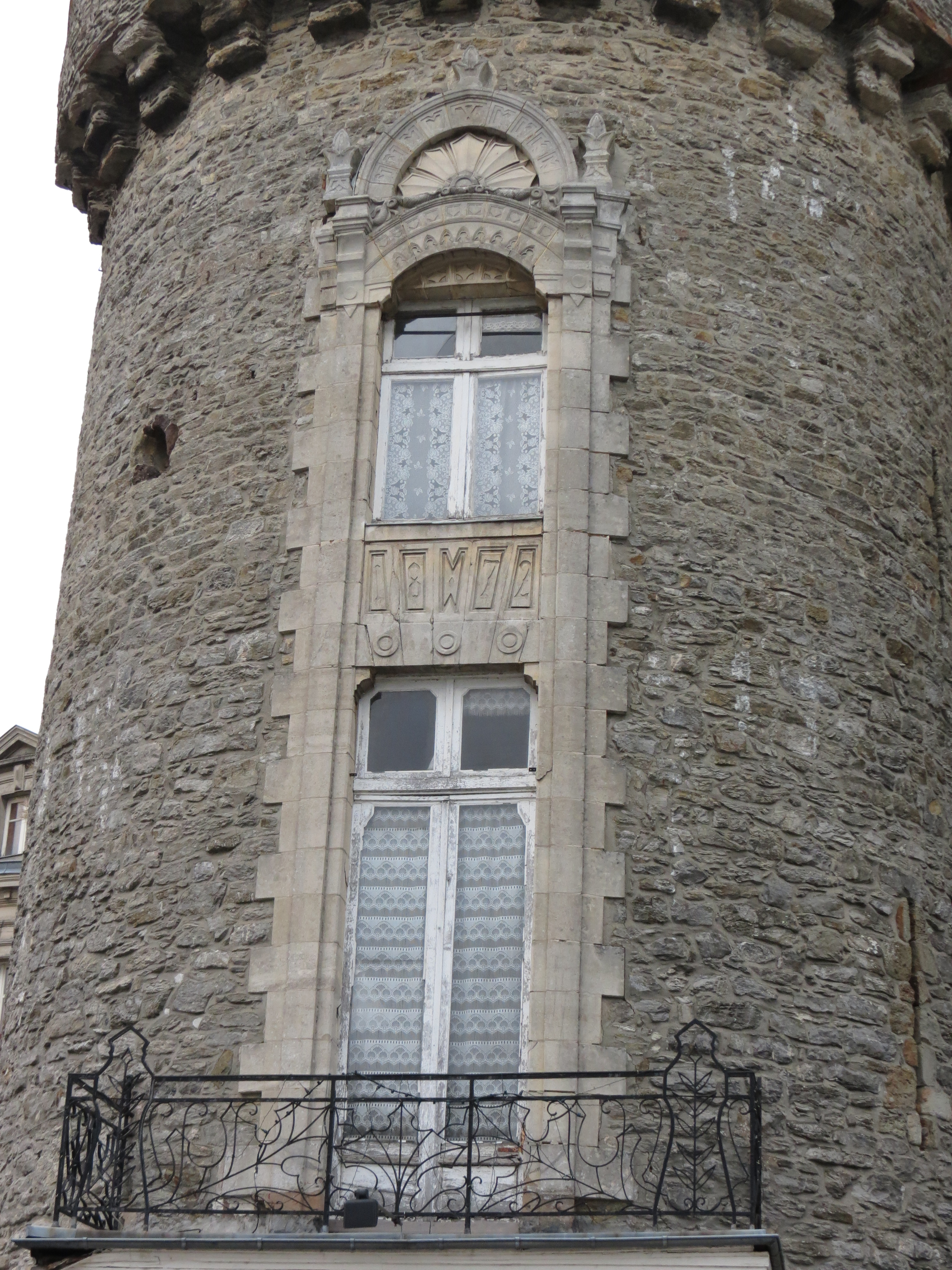
Les fenêtres modernes de la tour gauche.
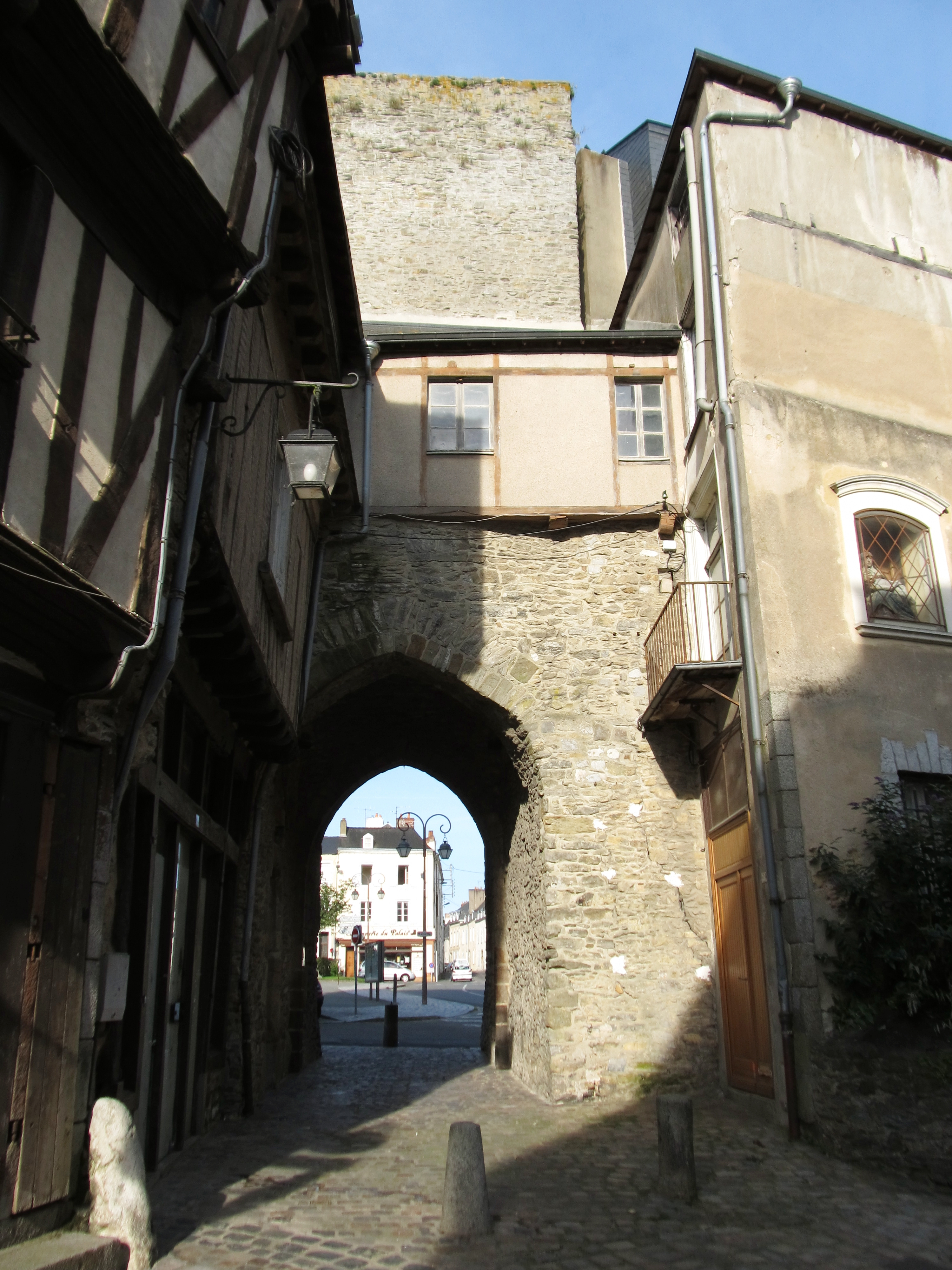
L'arrière de la porte.